# Lay It on Me
"Lay It on Me" är en låt framförd av den amerikanska sångerskan Kelly Rowland, tagen från hennes tredje studioalbum Here I Am (2011). Den samtida R&B-låten innehåller rap-verser av Big Sean och skrevs av Sean och Sinaan El Haq. Den producerades av Hit Boy och har en piano-driven melodi som även innehåller 808:or och Hi-NRG-beats. I låten sjunger Rowland om sexuella möten med sin älskare.
"Lay It on Me" skickades till amerikanska radiostationer som spelar formatet Rhythmic AC den 16 augusti 2011. Låten gavs senare ut av Universal Motown som skivans andra amerikanska singel. I februari, 2012, gavs låten ut som den fjärde europeiska singeln från skivan. Den fick ett varmt bemötande från musikrecensenter som prisade låtens sexuella dragningskraft, progressiva produktion och vågade text. "Lay It On Me" nådde topp-femtio på den amerikanska R&B-listan Hot R&B/Hip-Hop Songs.
Den tillhörande musikvideon visar Rowland som agerar med Sean och flera andra scener där hon dansar bredvid en elefant och senare, med en trupp av bakgrundsdansare framför en vid bakgrund. Den filmades samtidigt som musikvideon till hennes tredje internationella singel "Down for Whatever" tillsammans med regissören Sarah Chatfield och koreografen Frank Gatson, Jr.

## Bakgrund och produktion
"Först och främst, hon är fantastisk. Det lyster om henne, hon har energi. Hon är glad. Jag älskar att göra musik med människor som delar den passionen... Hon vill göra samma sak som jag. Det är perfekt och jag gillar låten också. " 

Efter framgångarna med föregående R&B-singel, "Motivation" (med Lil Wayne), som toppade förstaplatsen på amerikanska R&B-listan i flera veckor, valde Rowland och hennes skivbolag att följa i samma riktning med nästa singel. Upptempo-låten gästas av den amerikanska rapparen Big Sean och har en "pinglande" piano-driven melodi med 808:or och en Hi-NRG-produktion som innehåller taktslag influerade av samtida R&B-musik. Den skrevs av Ester Dean och Big Sean och producerades av Chauncey "Hit-Boy" Hollis och spelades in vid Eyeknowasecret Studio, Brentwood och Westlake Studios, Los Angeles. Seans verser spelades in vid KMA STUDIOS i New York. Låten färdigställdes i inspelningsstudion Studio A Recording Inc, vid Dearborn Heights, Michigan. Den ljudmixades av Jaycen Joshua och Jesus Garnica. Låten har ett sexuellt tema och Rowland sjunger exakt vad hon vill göra med sin partner som exempelvis; "I wanna just kiss you now/I wanna just touch you now/I wanna just give you all my love tonight". I refrängen sjunger framföraren; "Lay it on me, put it down on me, oh/Put your hands on my body/Lay it on me, Lay it on me, now/Lay it on me". Big Seans verser fortsätter i samma sexuella riktning; "The king of California kings/You gotta call me sire/Watch me lay it down/And I ain't even tired". Låten läckte på flera olika webbplatser den 14 juni 2012.. Hit-Boy skrev senare på sin officiella twitter-sida att låten som cirkulerat på internet var en ofärdig version. Den färdiga låten hade premiär den 17 juli 2011, med de extra verserna av Sean. Omslaget till singeln togs från fotograferingen till albumhäftet av Derek Blanks. Latasha Wright ansvarade för smink och Kim Kimble för hår.

## Musikvideo
Musikvideon till "Lay It on Me" skapades tidigt i september, 2011, med den kända brittiska modefotografen Sarah Chatfield som regissör. Det blev tredje gången Kelly Rowland jobbade med henne sedan "Forever and a Day" (2010) och "Motivation" (2011). Musikvideon till "Down for Whatever" filmades samtidigt. Koreografin skapades av Frank Gatson, Jr. som också arbetade med Rowland på "Motivation".
Den 9 september 2011, avslöjade Rap-Up bilder från videon där Rowland bar ett guldfärgat gymnastikplagg och låg på ett trappsteg också i guld. Big Sean sågs sitta framför. I andra scener befaller Rowland sina manliga dansare som endast bär kalsonger medan hon själv bär figursydda byxor och en Bh i metall. I andra scener syns sångerskan posera med fjädrande metallringar och interagera med en elefant vid namn Suzy. Nöjeswebbplatsen Idolator skrev att Rowland delade "intima stunder" med manliga dansare. Hip Hollywood visade exklusiva "bakom-kulisserna" material den 8 september 2011. Den 14 september visade Rap-Up ytterligare bilder och videos som visade videons skapande. Den 29 september postades den trailer på Rowlands officiella webbplats. Hela videon hade premiär den 12 oktober 2011.
Robbie Daw vid Idolator skrev en positiv recension av videon; "Det finns mycket sceneri som minst sagt är vågat som exempelvis när Kelly sträcker ut silkestyg och masserar sin kropp (barn gör inte det här hemma). Gäststjärnan, elefanten Susie tar sin snabel och ehm.. 'lägger ner den' på Rowland. Perfekta scener för en sexig låt som fortsätter efter sommarhiten "Motivation". Jocelyn Vena vid MTV News skrev att "Rowland sätter sin sexualitet på full display medan hon bär kroppskramande kläder. R&B-utövaren har sexuell swagger när hon gnider och knådar på flera halvnakna män." Rap-Up skrev att "R&B-divan öser på med sex medan hon intimt dansar med sina bakgrundsdansare, gosar med en elefant och flörtat med Big Sean."

## Liveframträdanden
Det första och enda televiserade liveframträdande av "Lay It on Me" var vid Jimmy Kimmel Live! den 26 september 2011.

## Format och innehållsförteckningar
- Digital nedladdning

1. "Lay It on Me" - 4:03

## Topplistor
| Lista (2012)                           | Topplacering |
| -------------------------------------- | ------------ |
| Japan (Japan Hot 100)                  | 69           |
| Storbritannien (UK Singles Chart)      | 69           |
| Storbritannien (UK R&B Singles Chart)  | 19           |
| USA (Billboard Bubbling Under Hot 100) | 9            |
| USA (Billboard Hot R&B/Hip-Hop Songs)  | 43           |

### Engelska originalcitat
1. ↑  "First of all, she's amazing. Her energy, she's just so bright. She's just happy. I love making music with people who love what they do… I can tell she really wants this shit too. It was perfect. I love that song too. And she sexy too."[1]